# Old Bonaventure
Pour les articles homonymes, voir Bonaventure.
Old Bonaventure est une petite communauté canadienne située sur la péninsule de Bonavista de l'île de Terre-Neuve dans la province de Terre-Neuve-et-Labrador. Elle est située à l'est de New Bonaventure.

## Annexe